# Geszti Olga
Geszti Olga, férjezett Kovács Károlyné (Gyula, 1910. október 15. – Budapest, 1980. február 1.) orvos, hematológus, sugárbiológus, az orvostudományok kandidátusa (1969).

## Életpályája
Geszti József (1878–1945) tüdőgyógyász, egyetemi magántanár és Szántó Margit (1882–1956) tüdőgyógyász szakorvos leányaként született zsidó családban. Középiskolai tanulmányait a Debreceni Református Leánygimnáziumban végezte, ahol 1928-ban jeles eredménnyel érettségi vizsgát tett. Tanulmányait a debreceni Tisza István Tudományegyetem Orvostudományi Karán folytatta. 1934-ben orvosdoktorrá avatták. Ezt követően különböző intézetekben, kórházakban és klinikákon működött. 1943-ban laboratóriumi orvosi szakképesítést szerzett. A második világháború idején a Pesti Izraelita Hitközség Szabolcs Utcai Kórházában, a budapesti Eötvös Loránd Rádium Kórházban és a Szent Rókus Kórházban dolgozott. 1945 és 1948 között ismét Debrecenben működött mint SZTK-orvos, s mint laboratóriumi főorvos. 1948–1949-ben Csepelen SZTK-főorvos. 1949 és 1954 között a Magyar Néphadsereg Egészségügyi Szolgálatánál orvostiszt és a Honvéd Vérellátó Intézet Laboratóriumi Osztályának vezetője volt őrnagyi rangban. 1954 októberétől négy éven át férje kiküldetése miatt Pekingben tartózkodott, ahol a Pekingi Népi Kórház és a Kínai–Szovjet Barátság Kórházban teljesített szolgálatot. Hazatérését követően az újpesti Árpád Kórház laboratóriumvezető főorvosa, a Központi Sugárbiológiai Kutató Intézet, 1963 utáni nevén Országos Frédéric Joliot-Curie Sugárbiológiai és Sugáregészségügyi Kutató Intézet (OSSKI) sugárbiológiai laboratóriumának klinikai adjunktusa, honvéd főorvosa volt. Harmincnyolc éves orvosi tevékenység után vonult nyugalomba alezredesi rangban, 1972 augusztusában.

## Családja
Férje (1937-től) Kovács Károly vegyészmérnök, a Debreceni Gyógyszergyár főmérnöke, majd a Külkereskedelmi Minisztérium főelőadója. Gyermekük: Kovács Judit (1941–) orvos.

## Művei
- A traumás shock laboratóriumi diagnózisa. (Honvédorvos, 1951)
- A vér heparin szintjének és a fibrinogén qualitatív változásainak hatása a thrombocytákra. Kovács Ervinnel, Noll Kálmánnal. – A véralvadás zavarainak szerepe a haemorrhagiás diathesisek pathogenesisében. Kovács Ervinnel. (Honvédorvos, 1952)
- Leukémiás betegek véralvadási viszonyairól. Kovács Ervinnel. (Orvosi Hetilap, 1952. 23.)
- Haematológiai normák a Magyar Néphadseregben. (Honvédorvos, 1953)
- Az antithrombokinase-felszaporodásról. Kovács Ervinnel. (Katonaorvosi Szemle, 1954)
- Adatok a makrocytaer anaemiával kapcsolatos ekzema seborrhoicum esetek – Stryker –Halbeisen-syndroma – kóroktanához és klinikumához. Pastinszky Istvánnal. (Bőrgyógyászati és Venerológiai Szemle, 1955)
- Studies on Blood Coagulation Disorders in Experimental Leptospirosis. Többekkel. (Chinese Medical Journal, 1957)
- Experimental Data about the Heparin Neutralizinig Effect of Intravenously Administered Calcium. Többekkel. (Acta Physiologica, 1958)
- Mit der Fluoreszensmethode nachweisbare frühe Veränderungen in Hämoglobin bei bestrahlten Tieren. Többekkel. (Acta Physiologica, 1959)
- Intravénásan adott kalcium hatása az egész test röntgenbesugárzását követő hyperheparinaemiára. (Honvédorvos, 1960)
- Adatok a röntgenbesugárzás erythropoesisre gyakorolt hatásához. Mándi Erikával, Sztanyik Lászlóval. (Haematologia Hungarica, 1962)
- Vértérfogat-meghatározás állatkísérletekben radioaktív izotópokkal. 1–2. (Honvédorvos, 1964)
- A vér kataláz aktivitásának szerepe az erythrocyták sugárkárosodásában. Többekkel. (Magyar Radiológia, 1964)
- Akut sugárbetegség diagnózisa és therápiája. (Honvédorvos, 1966)
- Az életben maradás valószínűségére utaló biológiai kritériumok röntgenbesugárzott nyulakban. (Honvédorvos, 1967)
- Az akut sugárbetegség diagnózisa a vér alakos elemeinek mennyiségi és minőségi változásai alapján. Kandidátusi értekezés. (Budapest, 1966)
- Rodé Iván: Általános sugárterápia. Angolra fordította. (General Radiation Therapy. Budapest, 1966)
- Auswirkung der medizinischen Strahlenbelastung auf die Membranpermeabilität der Erythrozyten im Blutkreislauf. (Strahlentherapie, 1971)

## Díjai, elismerései
- Haza Szolgálatáért (arany, 1960)